# Isarflimmern
 (avril 2016).
Isarflimmern est un duo allemand de Volkstümliche Musik.

## Histoire
Les chanteuses Jeanette Weiß et Sandra Heymann forment leur duo en 1990. Peu de temps après, sort le premier single Mauerblümchen qui se vend à 800 000 exemplaires. Au début des années 1990, il apparaît dans les émissions musicales, à côté de Marianne und Michael, Carolin Reiber ou Ramona Leiß.
Après le mariage et la grossesse de Sandra Heymann, le duo se sépare en 1995, les deux femmes arrêtent la musique.
En 2012, Sandra Heymann tient un salon de beauté tandis que Jeanette Weiß est modèle.

## Source de la traduction
- (de) Cet article est partiellement ou en totalité issu de l’article de Wikipédia en allemand intitulé « Isarflimmern » (voir la liste des auteurs).